# Тодор Старчовалията
Тодор Влахтев Старчовалията (на гръцки: Θόδωρος Σταρτσιόβαλης или Βλαχτάσης, Βλαχτάς) е македонски гъркоманин, участник в Гръцката въоръжена пропаганда в Македония.

## Биография
Роден е в смесената българо-гъркоманска паланка Просечен, която тогава е в Османската империя, днес Просоцани, Гърция. Включва се в Гръцката пропаганда в Македония и става четник при Дукас Дукас и капитан Константинос Даис - Царас. След това ръководи своя чета в периода 1902 - 1908 година. Сътрудничи си активно с дееца на гръцката пропаганда митрополит Теодорит Неврокопски.
Умира в Просечен в 1942 година. На негово име е кръстена улица в Просечен.